# Derris kanjilalii
Derris kanjilalii là một loài thực vật có hoa trong họ Đậu. Loài này được K.C.Sahni & H.B.Naithani miêu tả khoa học đầu tiên.